# Friedrich Ebert den yngre
Friedrich Ebert, född 12 september 1894 i Bremen, död 4 december 1979 i Östberlin, var en östtysk politiker (SED) och som sådan bland annat den förste överborgmästaren i Östberlin 1948–1967 och senare vice ordförande i statsrådet från 1971 till sin död. Han var son till Friedrich Ebert, Tysklands förste president (1919–1925).

## Levnadsbana
Ebert genomgick under åren 1909–1913 en lärlingsutbildning för att bli boktryckare. Han blev medlem i det politiska ungdomsförbundet Sozialistische Arbeiterjugend ("Socialistisk arbetarungdom") 1910 och 1913 blev han medlem i SPD. 1915–1918 var han soldat i första världskriget och var därefter och fram till 1933 medarbetare i olika socialdemokratiska tidningar. Under samma period var han också länge redaktör i Brandenburg an der Havel för tidningen Brandenburger Zeitung, som gavs ut på partiets eget förlag Otto Sidow & Co.
På grund av så kallad illegal politisk verksamhet satt han under 1933 i åtta månader i olika koncentrationsläger, bland annat i Oranienburg och Börgermoor. 1939 inkallades han i det militära med anledning av andra världskriget och var verksam vid Reichsverlagsamt ("riksförlagsmyndigheten") från 1940. Under hela tiden fram till 1945, då kriget slutade, stod han under polisövervakning.

## Politik
Efter krigsslutet 1945 blev Ebert landsförbundsordförande för SPD i Brandenburg. Efter tvångssammanslagningen av SPD med KPD till SED i den sovjetiska ockupationszonen var Ebert från 1946 ledamot av centralkommittén och från 1949 ledamot av centralkommitténs politbyrå inom SED. 1946 utsåg den sovjetiska militäradministrationen i Tyskland (SMAD) honom till ledamot av den rådgivande församlingen (Beratende Versammlung) i Brandenburg (motsvarande lantdagen i andra tyska förbundsländer) och han blev dess ordförande. Efter lantdagsvalen i den sovjetiska ockupationszonen 1946 blev han talman i Brandenburgs lantdag. 1948-1967 tjänstgjorde han som överborgmästare i Östberlin. Från grundandet av Tyska demokratiska republiken (Östtyskland) 1949 var han också ledamot av Volkskammer, tidvis som talman eller vice talman och från 1971 ordförande för SED:s partigrupp. År 1960 blev han dessutom ledamot av och från 1971 vice ordförande för statsrådet (det kollektiva organ vars ordförande var Östtysklands statschef); viceordförandeposten i statsrådet var alltid sammankopplad med gruppledaruppdraget i SED.

## Eftermäle
Efter Eberts död 1979 gravsattes hans urna i Gedenkstätte der Sozialisten ("socialisternas minnesplats") på Zentralfriedhof Friedrichsfelde i Lichtenberg i Östberlin.
Han erhöll Karl-Marx-Orden, Vaterländischer Verdienstorden ("fosterländska förtjänstorden") och den stora Stern der Völkerfreundschaft ("folkvänskapens stjärna"). Den 5 juli 1967 utnämnde Östberlins magistrat honom till hedersborgare i Berlin. Efter Tysklands återförening 1990 fråntogs han retroaktivt denna ära 1992.